# IBM Personal System/2
IBM Personal System/2 hay PS/2 là máy tính cá nhân thế hệ thứ ba của IBM, được phát hành năm 1987 và chính thức thay thế các máy PC, PC/XT, PC/AT. Nhiều cải tiến của PS/2, trong số đó phải kể đến cổng nối tiếp 16550, đĩa mềm 3.5 inch, bàn phím model M, mô đun RAM rời, cổng PS/2 cho chuột và bàn phím, và tiêu chuẩn video VGA sau đó đều trở thành các tiêu chuẩn cho thị trường PC nói chung.
Một trong những lý do PS/2 được tạo ra là để IBM chiếm lại thị trường PC, bằng cách đưa vào tiêu chuẩn độc quyền Microchannel Architecture (MCA). Mặc dù tiêu chuẩn này không tương thích với các máy trên thị trường nhưng các máy PS/2 ban đầu vẫn được các doanh nghiệp ưa chuộng. Đến ngày 30 tháng 9 năm 1988, 18 tháng sau khi phát hành, IBM đã bán được 3 triêu máy tính PS/2.
Hầu hết các hãng sản xuất PC gặp khó khăn trong việc mua bản quyền để sử dụng MCA của IBM. Năm 1992 Macworld tuyên bố rằng IBM đã đánh mất quyền kiểm soát thị trường của chính mình.
Hệ điều hành OS/2 (Operating System/2) được công bố cùng thời điểm với PS/2, dự định sẽ là hệ điều hành chính thức của các máy với vi xử lý Intel 80286 trở lên. Tuy nhiên, vào thời điểm phát hành các máy PS/2 chỉ sử dụng PC DOS 3.3. Phiên bản đầu tiên OS/2 1.0 và Microsoft Windows 2.0 ra mắt vài tháng sau đó. IBM cũng phát hành AIX PS/2, một hệ điều hành UNIX dành cho các máy với vi xử lý Intel 386 trở lên.

## Các máy tính trước đó
- 1981 IBM PC
- 1983 IBM PC/XT
- 1984 IBM Portable Personal Computer
- 1984 IBM PCjr
- 1984 IBM PC/AT
- 1986 IBM PC Convertible
- 1986 IBM PC XT 286